# Балирак Момисон
Балирак Момисон (фр. Baliracq-Maumusson) насеље је и општина у југозападној Француској у региону Аквитанија, у департману Атлантски Пиринеји која припада префектури По.
По подацима из 2011. године у општини је живело 144 становника, а густина насељености је износила 23,76 становника/km². Општина се простире на површини од 6 km². Налази се на средњој надморској висини од 132 метара (максималној 224 m, а минималној 120 m).

## Демографија
| 1962. | 1968. | 1975. | 1982. | 1990. | 1999. | 2011. |
| ----- | ----- | ----- | ----- | ----- | ----- | ----- |
| 149   | 123   | 111   | 124   | 113   | 115   | 144   |

График промене броја становника у току последњих година